# Avignon-lès-Saint-Claude
Avignon-lès-Saint-Claude település Franciaországban, Jura megyében. Lakosainak száma 359 fő (2022. január 1.). Avignon-lès-Saint-Claude Saint-Claude, Lavans-lès-Saint-Claude és Coteaux du Lizon községekkel határos.

## Népesség
A település népességének változása:
| Lakosok száma | 166  | 319  | 361  | 341  | 378  | 390  | 383  | 364  | 361  | 359  |
|               | 1968 | 1982 | 1990 | 2006 | 2013 | 2015 | 2017 | 2019 | 2020 | 2022 |